# 점착철도

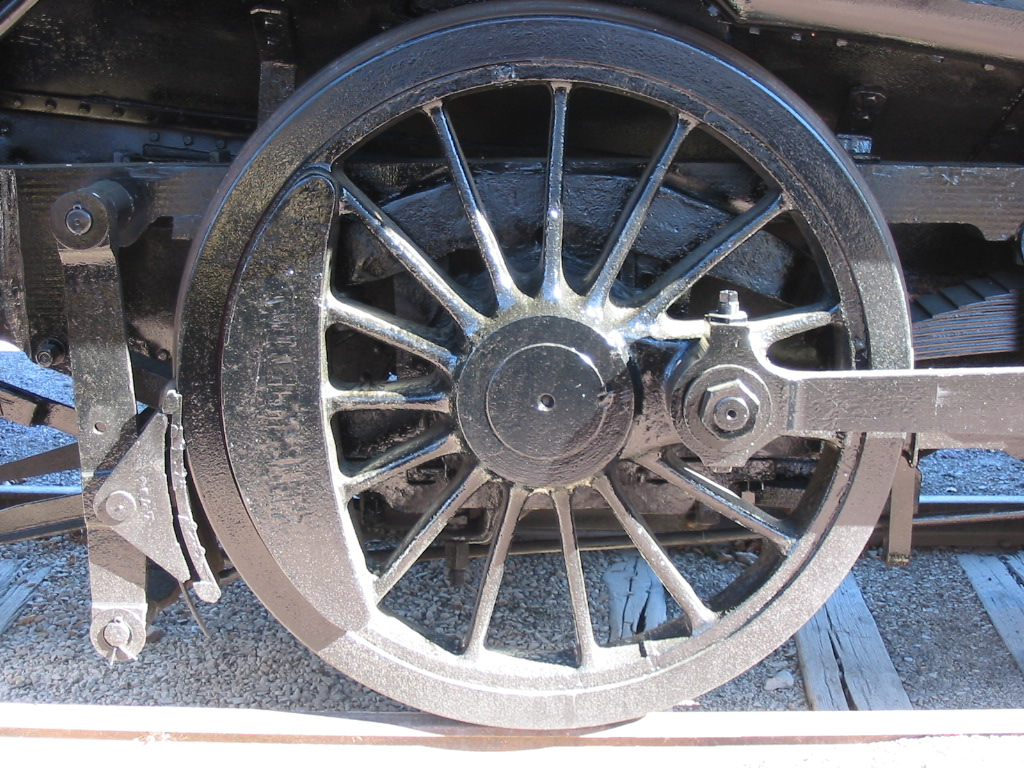
증기기관차의 주행 휠

점착철도(Adhesion railway)는 점착력을 사용하여 철도 차량은 움직이는 철도 방식이다. 점착 견인력은 구동 바퀴와 강철 레일 사이의 마찰이다. ‘점착철도’라는 용어는 차량에 부착된 케이블을 당기는 고정식 엔진에서 잡아당기거나 랙과 피니언과 맞물려 움직이는 철도와 달리 다른 수단으로 이동하는 철도와 점착철도를 구분할 필요가 있을 때만 사용한다.
바퀴와 레일 사이의 마찰은 바퀴-레일 인터페이스 또는 접촉 패치에서 발생한다. 견인력, 제동력 및 센터링력은 모두 안정적인 주행에 기여한다. 그러나 주행 마찰은 더 높은 연료 소비를 필요로 하고 피로 손상, 레일 헤드와 휠림의 마모, 견인력 및 제동력으로 인한 레일 움직임을 해결하는 데 필요한 유지 관리를 증가시켜 비용을 증가시킨다.

## 마찰 계수의 변화
레일 상단이 젖거나, 서리가 내리거나 그리스, 기름 또는 딱딱하고 미끄러운 리그닌 코팅으로 압축되는 분해 되는 잎으로 오염되면 견인력이나 마찰이 감소한다. 잎 오염은 스크러버와 워터 제트를 사용하여 유지 보수 열차에서 ‘Sandite’(겔-모래 혼합물)를 적용하여 제거할 수 있으며, 철도 주변 식물의 장기적인 관리로 줄일 수 있다. 기관차와 전차/트램은 바퀴가 미끄러지기 시작할 때 견인력을 향상시키기 위해 모래를 사용한다.

## 점착 한계의 영향
점착은 마찰에 의해 발생하며, 미끄러지기 전에 구동 휠에 의해 생성되는 최대 점착력은 다음과 같다.
Fmax= 마찰 계수 × 휠 무게
일반적으로 슬라이딩을 시작하는 데 필요한 힘은 슬라이딩을 계속하는 데 필요한 힘보다 크다. 전자는 정지 마찰(‘stiction’이라고도 함) 또는 ‘마찰 제한’과 관련된 반면 후자는 ‘슬라이딩 마찰’이라고도 하는 동적 마찰이다.
강철 위의 강철 마찰계수는 실험실 조건에서 0.78만큼 높을 수 있지만, 일반적으로 철도에서는 0.35에서 0.5 사이이며, 극한 조건에서는 0.05만큼 낮을 수 있다. 따라서 100톤 기관차는 이상적인 조건(엔진에 의해 충분한 힘이 생성될 수 있다고 가정)에서 350킬로뉴턴의 견인력을 가질 수 있으며, 최악의 조건에서는 50킬로뉴턴으로 떨어진다.
증기기관차는 바퀴 림의 견인력이 변동하기 때문에(특히 2기통 또는 대부분의 4기통 엔진에서), 대형 기관차에서는 모든 바퀴가 구동되지 않기 때문에 점착 문제로 특히 심하게 고통받는다. 구동 바퀴의 무게를 이론적인 출발 견인력으로 나눈 ‘점착계수’는 일반적으로 0.25의 일반적인 바퀴 레일 마찰 계수를 반영하여 4 또는 약간 더 높은 값으로 설계되었다. SR V Schools 클래스와 같은 일부 3기통 기관차의 경우에도 4보다 훨씬 낮은 점착계수를 가진 기관차는 바퀴가 미끄러지는 경향이 있다. 휠 림의 견인력이 많이 변동하지 않기 때문에 4 미만의 점착계수로 작동한다. 바퀴가 미끄러질 가능성에 영향을 미치는 다른 요인에는 바퀴 크기와 조절기의 민감도/운전자의 기술이 포함된다.

## 전천후 점착
전천후 점착이라는 용어는 일반적으로 북미에서 사용되며, 모든 기상 조건에서 99% 신뢰도로 견인 모드에서 사용할 수 있는 점착을 나타낸다.

## 전복 조건
열차가 회전 주위를 이동할 수 있는 최대 속도는 회전 반경, 장치의 질량 중심 위치, 휠 게이지 및 트랙이 편경사 또는 경사인지 여부에 따라 제한된다.

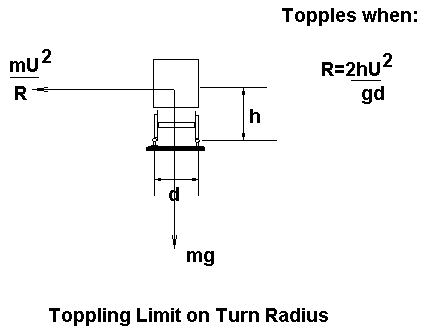
빡빡한 회전 반경에 대한 전복 한계

전복은 측면력(원심가속)으로 인한 전복 모멘트가 내부 휠이 레일에서 들어 올리기 시작하기에 충분할 때 발생한다. 이로 인해 점착력이 손실되어 열차가 느려지고 넘어지는 것을 방지할 수 있다. 대안으로, 관성은 열차가 차량을 완전히 전복시키는 속도로 계속 움직이게 하기에 충분할 수 있다.
휠 게이지 1.5m, 경사 없음, 무게 중심 높이 3m, 속도 30m/s(108km/h)의 경우 회전 반경은 360m이다. 80m/s의 현대식 고속 열차의 경우 전복 한계는 약 2.5km이다. 실제로, 최소 회전 반경은 이보다 훨씬 크다. 고속에서 휠 플랜지와 레일 사이의 접촉은 둘 다에 심각한 손상을 일으킬 수 있기 때문이다. 매우 빠른 속도의 경우 최소 점착 한계가 다시 적절하게 나타나 약 13km의 회전 반경을 의미한다. 실제로 고속 주행에 사용되는 곡선은 회전 제한이 7km에 가깝도록 편경사 또는 경사져 있다.
19세기 동안에는 구동 휠을 결합하면 성능이 저하되고, 급행 승객 서비스용 엔진에서는 사용하지 않는 것으로 널리 믿어졌다. 단일 구동 휠셋의 경우 휠과 레일 사이의 헤르츠 접촉 응력으로 인해 수용할 수 있는 가장 큰 직경의 휠이 필요했다. 기관차의 무게는 레일에 가해지는 응력으로 인해 제한을 받았고, 합리적인 점착 조건에서도 샌드박스가 필요했다.

## 방향 안정성 및 헌팅 불안정성
바퀴는 플랜지에 의해 트랙에 유지된다고 생각할 수 있다. 그러나 일반적인 철도 바퀴를 자세히 살펴보면 트레드가 연마되었지만, 플랜지는 그렇지 않은 것으로 나타났다. 플랜지는 레일과 거의 접촉하지 않으며, 접촉할 때 대부분의 접촉이 미끄러진다. 트랙에서 플랜지를 문지르면 주로 열로 발생하지만, 소음도 포함하여 많은 양의 에너지가 소산되며, 지속되면 과도한 휠 마모로 이어진다.
센터링은 실제로 휠 모양을 통해 수행된다. 바퀴의 트레드가 약간 가늘어진다. 열차가 선로의 중앙에 있을 때 레일과 접촉하는 바퀴의 영역은 두 바퀴에 대해 동일한 지름을 갖는 원을 그린다. 두 바퀴의 속도가 같으므로 기차는 직선으로 움직인다.
그러나 휠셋이 한쪽으로 변위되면 접촉 영역의 직경과 주행 표면에서 휠의 접선 속도가 달라지고 휠셋은 중심을 향해 뒤로 조향하는 경향이 있다. 또한 기차가 비스듬히 회전 할 때 바퀴 세트가 측면으로 약간 변위되어 외부 바퀴 트레드가 선형으로 빨라지고 내부 바퀴 트레드가 느려져서 기차가 코너를 돌게 된다. 일부 철도 시스템은 플랜지 접촉을 줄이거나 제거하기 위해 캔트 에만 의존하는 플랫 휠 및 트랙 프로파일을 사용한다.
기차가 선로에 머무르는 방식을 이해하면 빅토리아 시대의 기관차 엔지니어가 바퀴 세트를 연결하는 것을 꺼려했던 이유가 분명해졌다. 이 간단한 원추형 동작은 각각이 수직 축에 대해 약간의 자유로운 움직임을 가질 수 있는 바퀴 세트에서만 가능하다. 바퀴 세트가 함께 단단히 결합되면 이 동작이 제한되어 바퀴를 결합하면 미끄러짐이 발생하여 구름 손실이 증가할 것으로 예상된다. 이 문제는 연결된 모든 바퀴의 직경이 매우 밀접하게 일치하도록 함으로써 크게 완화되었다.
바퀴와 레일 사이의 완벽한 구름 접촉으로 이 원추형 동작은 기차가 좌우로 흔들리는 것으로 나타난다. 실제로, 흔들림은 임계 속도 이하에서는 감쇠되지만, 임계 속도 이상에서는 열차의 전진 운동에 의해 증폭된다. 이러한 측면 흔들림을 헌팅 진동(hunting oscillation)이라고 한다. 사냥 현상은 19세기 말에 알려졌지만 1920년대까지 원인이 완전히 이해되지 않았고, 1960년대 후반까지 이를 제거하기 위한 조치가 취해지지 않았다. 최대 속도에 대한 제한은 원시 전력이 아니라 동작의 불안정성에 의해 부과되었다.
두 개의 레일에서 테이퍼진 트레드의 운동에 대한 운동학적 설명은 임계 속도를 예측하기에 충분히 사냥을 설명하기에는 충분하지 않다. 관련된 세력을 처리하는 것이 필요하다. 두 가지 현상을 고려해야 한다. 첫 번째는 휠셋과 차체의 관성으로 가속도에 비례하는 힘을 발생시킨다. 두 번째는 접촉 지점에서 바퀴와 트랙의 왜곡으로 인해 탄성력이 발생한다. 운동학적 근사는 접촉력이 지배적인 경우에 해당한다.
원추 작용의 운동학 분석은 측면 진동 파장의 추정치를 산출한다:
{\displaystyle \lambda ={2\pi }{\sqrt {\frac {rd}{2k}}},}
여기서 d는 휠 게이지, r은 공칭 휠 반경, k는 트레드의 테이퍼이다. 주어진 속도에 대해 파장이 길고 관성력이 낮으므로 진동이 감쇠될 가능성이 높아진다. 테이퍼를 줄이면 파장이 증가하기 때문에 임계 속도를 높이려면 테이퍼를 줄여야 하므로 최소 회전 반경이 커진다.
실제 작용하는 힘을 고려하여 보다 완전한 분석을 수행하면 휠셋의 임계 속도에 대해 다음과 같은 결과를 얻을 수 있다:
{\displaystyle V^{2}={\frac {Wrad^{2}}{k\left(4C+md^{2}\right)}},}
여기서 W는 휠셋의 액슬 하중, a는 휠과 레일의 마모량과 관련된 형상 계수, C는 차축에 수직인 휠셋의 관성 모멘트, m은 휠셋 질량이다.
결과는 임계 속도가 테이퍼에 반비례한다는 점에서 운동학적 결과와 일치한다. 또한 회전하는 질량체의 무게는 차량의 무게에 비해 최소화되어야 함을 의미한다. 휠 게이지는 분자와 분모 모두에 나타나며, 이는 임계 속도에 2차 효과만 있음을 의미한다.
실제 상황은 차량 서스펜션의 반응을 고려해야 하기 때문에 훨씬 더 복잡하다. 휠셋의 요 운동에 반대하는 구속 스프링 및 대차에 대한 유사한 구속을 사용하여 임계 속도를 더 높일 수 있다. 그러나 불안정성을 겪지 않고 최고 속도를 달성하려면 휠 테이퍼를 크게 줄여야 한다. 예를 들어, 신칸센 휠 트레드의 테이퍼는 고속에서의 안정성과 커브에서의 성능 모두를 위해 1:40(신칸센이 처음 운행되었을 때)으로 줄였다. 그렇긴 하지만, 1980년대부터 신칸센 엔지니어들은 바퀴가 빠른 속도와 더 날카로운 곡선 모두에서 효과적으로 작동할 수 있도록 여러 호로 바퀴를 테이퍼링하여 1:16의 효과적인 테이퍼를 개발했다.

## 바퀴에 가해지는 힘, 크리프
점착철도에서 움직이는 차량의 거동은 접촉하는 두 표면 사이에서 발생하는 힘(force)에 의해 결정된다. 이것은 표면적으로는 단순해 보일 수 있지만, 유용한 결과를 예측하는 데 필요한 깊이까지 연구하면 매우 복잡해진다.
해결해야 할 첫 번째 오류는 바퀴가 둥글다는 가정이다. 주차된 자동차의 타이어를 보면 이것이 사실이 아님을 즉시 알 수 있다. 도로와 접촉하는 영역이 눈에 띄게 평평해져서 접촉 영역에서 바퀴와 도로가 서로 일치하게 된다. 그렇지 않은 경우 선 접촉을 통해 전달되는 부하의 접촉 응력은 무한하다. 레일과 철도 바퀴는 공기 타이어와 활주로보다 훨씬 더 뻣뻣하지만 접촉 영역에서 동일한 왜곡이 발생한다. 일반적으로 접촉 영역은 15mm 정도의 타원형이다.

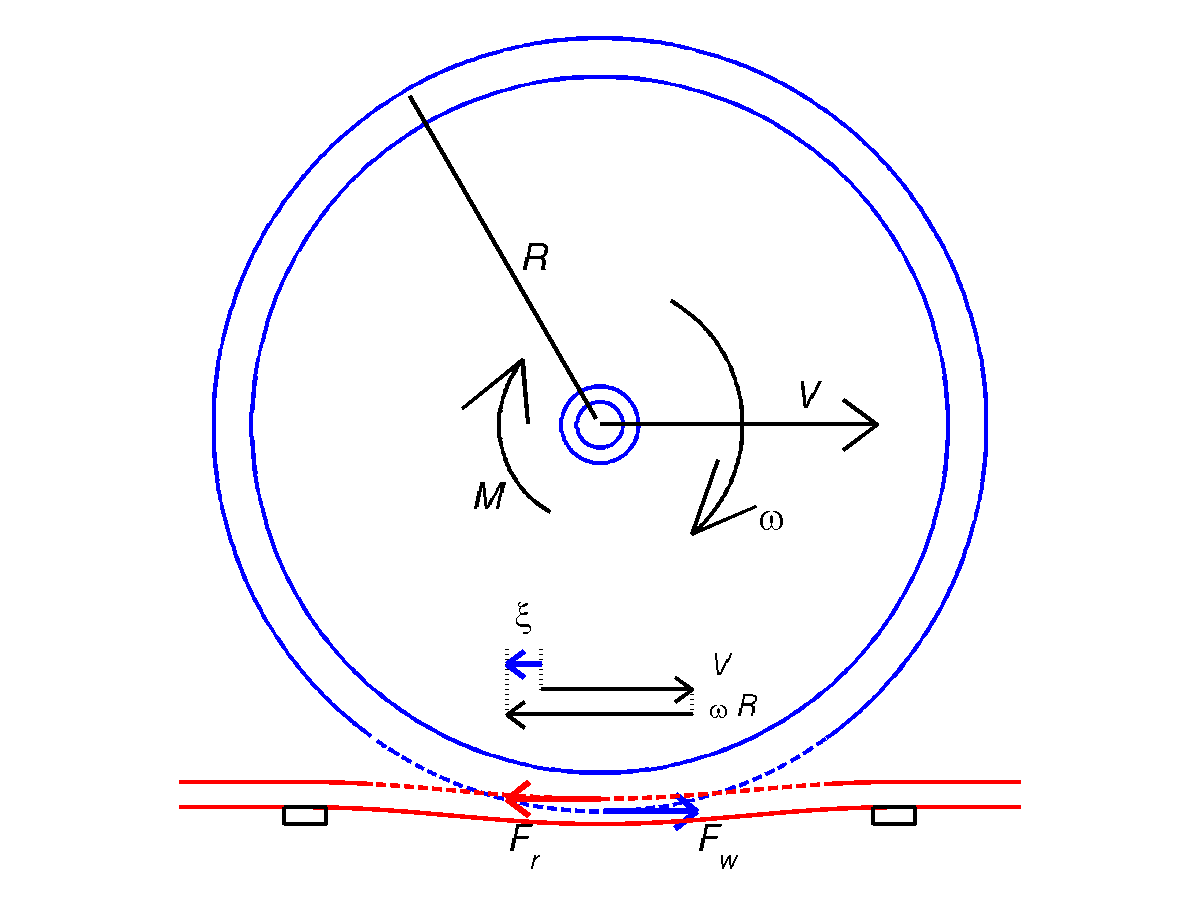
차축에 가해지는 토크 은 크립을 유발한다: 즉, 전방 속도 와 원주 속도 사이의 차이로 인해 크립력가 발생한다.

바퀴와 레일의 왜곡은 작고 국부적이지만, 이로 인해 발생하는 힘은 크다. 무게로 인한 뒤틀림 외에도 제동력과 가속력이 가해질 때와 차량에 횡력이 가해질 때 바퀴와 레일이 모두 뒤틀린다. 이러한 접선력은 처음 접촉하는 영역에서 뒤틀림을 일으키고 뒤이어 미끄러지는 영역이 발생한다. 최종 결과는 트랙션 중에 휠이 구름 접촉에서 예상한 만큼 전진하지 않지만 제동 시 휠이 더 전진한다는 것이다. 탄성 왜곡과 국부적 미끄러짐의 이러한 혼합은 ‘크리프’(creep)로 알려져 있다( 일정한 하중을 받는 재료의 크리프와 혼동하지 마십시오 ). 이 맥락에서 크리프의 정의는 다음과 같다.
{\displaystyle {\mbox{creep}}={\frac {({\mbox{actual displacement}}-{\mbox{rolling displacement}})}{({\mbox{rolling displacement}})}}\,}
바퀴 세트와 완전한 철도 차량의 역학을 분석할 때 접촉력은 크리프(요스트 자크 칼커르의 선형 이론, 작은 크리피지에 대해 유효함)에 선형적으로 의존하는 것으로 취급될 수 있다. 또는 마찰 접촉 역학으로부터 더 발전된 이론들이 사용될 수 있다.
방향 안정성, 추진 및 제동을 초래하는 힘은 모두 크리프에서 찾을 수 있다. 그것은 단일 휠셋에 존재하며, 한때 우려했던 것처럼 심한 미끄러짐을 일으키지 않고 휠셋을 함께 연결함으로써 발생 하는 약간의 운동학적 비호환성을 수용할 것이다.
회전 반경이 충분히 크다면(급행 여객 서비스에 대해 예상되는 대로) 두 개 또는 세 개의 연결된 바퀴 세트가 문제를 나타내지 않아야 한다. 그러나 10개의 구동 바퀴(5개의 주 바퀴 세트)는 일반적으로 무거운 화물 기관차와 연결된다.

## 기차 이동하기
점착철도는 마찰과 무게의 조합에 의존하여 열차를 시동한다. 가장 무거운 열차는 가장 높은 마찰력과 가장 무거운 기관차를 필요로 한다. 마찰은 매우 다양할 수 있지만, 초기 철도에서는 모래가 도움이 되는 것으로 알려졌으며, 오늘날에도 현대식 트랙션 컨트롤이 있는 기관차에서도 여전히 사용된다. 가장 무거운 열차를 출발시키려면 기관차가 경로를 따라 있는 다리와 선로 자체에서 견딜 수 있을 만큼 무거워야 한다. 기관차의 무게는 구동되는 바퀴가 균등하게 분담해야 하며, 출발하는 힘이 증가함에 따라 무게가 전달되지 않아야 한다. 바퀴는 약 1cm 2의 매우 작은 접촉 영역에서 일정한 구동력으로 회전해야 한다. 각 바퀴와 레일 상단 사이. 레일의 상단은 기름이나 비와 같이 인공적이거나 날씨와 관련된 오염이 없어야 하며, 건조해야 한다. 마찰을 강화하는 모래 또는 이와 동등한 것이 필요하다. 구동 바퀴는 최대 마찰 계수를 생성하기 위해 기관차가 움직이는 것보다 더 빨리 회전해야 하고(크리프 제어라고 함), 차축마다 다른 조건이 표시되기 때문에 차축은 자체 컨트롤러로 독립적으로 구동되어야 한다. 바퀴가 미끄러지거나 미끄러질 때 사용 가능한 최대 마찰이 발생한다. 오염을 피할 수 없는 경우 휠은 더 많은 크리프를 사용하여 구동해야 한다. 왜냐하면 오염으로 인해 마찰이 감소하기는 하지만 이러한 조건에서 얻을 수 있는 최대값은 더 큰 크리프 값에서 발생하기 때문이다. 컨트롤러는 트랙을 따라 다양한 마찰 조건에 응답해야 한다.
시작 요구 사항 중 일부는 증기 기관차 설계자에게 어려운 과제였다. "작동하지 않는 샌딩 시스템, 작동하기 불편한 제어 장치, 사방에 오일을 뿜어내는 윤활, 레일을 적시는 배수구 등.." 기타 디젤 및 전기 기관차의 현대식 전기 변속기를 기다려야 했다.
레일에 가해지는 마찰력과 바퀴가 미끄러지는 양은 열차가 속도를 올리면서 꾸준히 감소한다.
구동 바퀴는 자유롭게 구르지 않지만, 해당 기관차 속도보다 빠르게 회전한다. 이 둘의 차이를 "슬립 속도"라고 한다. "미끄러짐"은 "차량 속도"와 비교한 "미끄러짐 속도"이다. 바퀴가 레일을 따라 자유롭게 굴러갈 때 접촉 패치는 "스틱" 상태로 알려져 있다. 휠이 구동되거나 제동되면 "스틱" 상태의 접촉 패치 비율이 줄어들고 점차 증가하는 비율이 "슬립 상태"로 알려져 있다. 감소하는 "스틱" 영역과 증가하는 "슬립" 영역은 전체 영역이 "슬립"될 때까지 휠 림의 힘이 증가함에 따라 유지할 수 있는 트랙션 또는 제동 토크의 점진적인 증가를 지원한다. "슬립" 영역은 견인력을 제공한다. "올 스틱" 토크가 없는 상태에서 "올 슬립" 상태로 전환하는 동안 휠은 크리피지 및 크리피지라고도 하는 슬립이 점진적으로 증가했다. 고점착 기관차는 무거운 열차를 천천히 출발하고 당길 때 최대한의 힘을 가하기 위해 바퀴 크리프를 제어한다.
슬립은 바퀴의 추가 속도이고 크리프는 슬립 레벨을 기관차 속도로 나눈 값이다. 이 매개변수는 측정되고 크리프 컨트롤러로 들어가는 매개변수이다.
{\displaystyle {\mbox{creep}}={\frac {({\mbox{wheel speed}}-{\mbox{locomotive speed}})}{({\mbox{locomotive speed}})}}\,}

## 살사장치
점착철도에서 대부분의 기관차에는 모래 격납 용기가 있다. 적절하게 건조된 모래를 레일에 떨어뜨려 미끄러운 조건에서 견인력을 향상시킬 수 있다. 모래는 타워, 크레인, 사일로 또는 기차를 통해 압축 공기를 사용하여 가장 자주 적용된다. 엔진이 미끄러질 때, 특히 대형 열차를 시동할 때 구동 바퀴의 전면에 적용된 모래는 견인력을 크게 도와 열차를 "들어올리거나" 엔진 운전자가 의도한 동작을 시작하도록 한다.
그러나 샌딩은 또한 몇 가지 부정적인 영향을 미친다. 이는 바퀴가 접촉하는 트랙의 필름으로 압축되는 분쇄된 모래로 구성된 ‘모래막’을 유발할 수 있다. 가벼운 점착제 역할을 하고 트랙에 적용된 모래를 유지하는 트랙의 약간의 습기와 함께 바퀴는 분쇄된 모래를 보다 단단한 모래층으로 "굽다". 모래가 기관차의 첫 번째 바퀴에 적용되기 때문에 다음 바퀴는 적어도 부분적으로 제한된 시간 동안 모래 층(모래막)에서 달릴 수 있다. 이것은 여행하는 동안 전기 기관차가 궤도 지면과의 접촉을 잃게 되어 기관차가 커플러를 통해 전자기 간섭과 전류를 생성하게 할 수 있음을 의미한다. 정지 상태에서 기관차가 주차되어 있을 때, 기관차가 선로와 전기적으로 격리되어 있기 때문에 선로 회로가 빈 선로를 감지할 수 있다.

## 같이 보기
- 마찰력
- 사행동
- 마찰력#구름 마찰력